# Заречье (муниципальное образование город Алексин)
Заречье — деревня в составе муниципального образования город Алексин Тульской области России.

## География
Деревня находится в северо-западной части Тульской области, в пределах северо-восточного склона Среднерусской возвышенности, в подзоне широколиственных лесов, к северу от реки Вашаны, на расстоянии примерно 19 километров (по прямой) к востоку от города Алексина, административного центра округа. Абсолютная высота — 195 метров над уровнем моря.
Климат
Климат характеризуется как умеренно континентальный, с ярко выраженными сезонами года. Средняя температура воздуха летнего периода — 16 — 20 °C (абсолютный максимум — 38 °С); зимнего периода — −5 — −12 °C (абсолютный минимум — −46 °С). Снежный покров держится в среднем 130—145 дней в году. Среднегодовое количество осадков — 650—730 мм.
Часовой пояс
Деревня Заречье, как и вся Тульская область, находится в часовой зоне МСК (московское время). Смещение применяемого времени относительно UTC составляет +3:00.

## Население
| 2010 |
| ---- |
| 2    |

Половой состав
По данным Всероссийской переписи населения 2010 года в гендерной структуре населения женщины составляли 100 %.
Национальный состав
Согласно результатам переписи 2002 года, в национальной структуре населения русские составляли 100 % из 4 чел.